# Кулемин, Борис Николаевич
Борис Николаевич Кулемин (7 мая 1924, Мисково, Костромская губерния — 20 сентября 1988, Орджоникидзе, Днепропетровская область) — старшина Рабоче-крестьянской Красной армии, участник Великой Отечественной войны, Герой Советского Союза (1945).

## Биография
Борис Кулемин родился 7 мая 1924 года в посёлке Мисково Андреевской волости Костромского уезда (ныне — Костромской район Костромской области). После окончания семи классов школы работал на железной дороге в городе Буй. В августе 1942 года Кулемин был призван на службу в Рабоче-крестьянскую Красную армию. С февраля 1943 года — на фронтах Великой Отечественной войны. В марте того же года был ранен. К январю 1945 года гвардии старшина Борис Кулемин командовал орудием танка ИС-2 13-го отдельного гвардейского тяжёлого танкового полка 4-й танковой армии 1-го Украинского фронта. Отличился во время освобождения Польши.
22—23 января 1945 года экипаж Кулемина участвовал в боях за город Кобылин, уничтожив 1 танк, 5 артиллерийских орудий и около 30 вражеских солдат и офицеров. После успешного штурма города танк Кулемина с десантом на борту продвигался дальше. Из-за технической неисправности он был вынужден остановиться в деревне Пемпово. 24—27 января 1945 года танкистов атаковали немецкие войска, но все контратаки были отбиты. Когда танк был уничтожен, экипаж сумел укрыться у местных жителей и позднее соединиться с основными силами.
Указом Президиума Верховного Совета СССР от 10 апреля 1945 года за «мужество и героизм, проявленные в Сандомирско-Силезской операции» гвардии старшина Борис Кулемин был удостоен высокого звания Героя Советского Союза с вручением ордена Ленина и медали «Золотая Звезда».
После окончания войны Кулемин был демобилизован. Проживал в городе Орджоникидзе Днепропетровской области. Скончался 20 сентября 1988 года.
Был также награждён орденами Отечественной войны 1-й степени и Красной Звезды, рядом медалей.